# Elena Fisher
Elena Fisher es un personaje ficticio de la serie Uncharted, desarrollado por Naughty Dog. Elena aparece en cuatro videojuegos de la serie principal: Uncharted: El tesoro de Drake, Uncharted 2: El reino de los ladrones, Uncharted 3: La traición de Drake y la última entrega de la serie principal, Uncharted 4: El desenlace del ladrón. Si bien se puede jugar parcialmente durante secciones cortas del primer juego, Elena también actúa como compañera y como interés amoroso de Nathan Drake. Emily Rose proporcionó su voz e hizo el trabajo de captura de movimiento para el personaje.
Aunque originalmente era morena, Naughty Dog la convirtió en una rubia con un mentón más severo antes del lanzamiento del primer juego. Ella es una mujer fuerte e independiente que actúa como un igual al protagonista de la serie, Drake. En los juegos, ella es una reportera que acompaña a Drake en sus aventuras. La recepción de su personaje ha sido mayoritariamente positiva. Se la ha llamado una de las mujeres más fuertes de los videojuegos y se ha elogiado su igualdad con los personajes masculinos; sin embargo, el personaje ha recibido críticas por su destreza de combate poco realista.

## Creación y concepción
Emily Rose, la actriz de doblaje de Elena, también realizó el trabajo de captura de movimiento para el personaje, actuando como si actuara en una película. La captura de movimiento se realizó en un escenario de sonido y el diálogo se grabó mientras se realizaban las escenas. Elena estaba destinada a actuar como compañera y como un interés romántico para el protagonista de la serie principal, Nathan Drake.
Originalmente, Elena se presentaba como una morena de rostro suave. Sin embargo, cerca del lanzamiento del primer juego, Uncharted: El tesoro de Drake, su barbilla estaba más definida y su cabello se volvió rubio. Cuando se le preguntó sobre el propósito de la respuesta al cambio, Sony dijo que "simplemente preferían a su rubia". Naughty Dog dio más detalles sobre las razones del cambio, diciendo que hacia el final del desarrollo los sombreadores de píxeles del equipo mejoraron y cuando lo agregaron al cabello rubio de Elena, se veía considerablemente mejor emparejado que con el marrón, ya que era originalmente. Afirmaron que el cambio fue puramente cosmético, ya que ella seguía siendo exactamente el mismo personaje, excepto que ahora con cabello rubio y que estos cambios son parte del desarrollo del juego.

## Atributos

### Personalidad
Elena Fisher es una periodista, originalmente quería hacerse un nombre a través del trabajo documental y luego la transmisión de noticias. En cuanto a su carrera, ha sido descrita como una "cámara valiente y núbil". Ella demuestra ser una aliada ingeniosa y capaz de Drake.
Elena Fisher es la "versión femenina de Drake", como lo expresó la creadora Amy Hennig; ella es tan encantadora, inteligente y tenaz como él, y puede defenderse cuando trepa o está bajo fuego. Rose, la actriz de doblaje del personaje, comentó que Elena maduró entre el primer juego y la secuela: "En el primer juego, es mucho más joven, es mucho más ingenua y ve las cosas como muy posibles, y en el segundo (juego), ha visto asesinatos y aventuras... la forma en que cualquier persona crece, eso se ve en ella. Es un poco más vacilante, un poco más cínica".

### Apariencia exterior
En el primer juego, Elena usa una camiseta sin mangas morada sucia y pantalones cortos tipo cargo, con una camiseta blanca debajo. Para los juegos restantes, usa una serie de prendas de vestir, que incluyen camisas abotonadas, camisas informales, pantalones caqui, jeans y una parka. Originalmente, Elena era morena, y Sony la mostró de esta manera en la publicidad original, pero poco antes del lanzamiento del primer juego, su cabello se cambió a un tono rubio sucio.
Su estatura es de 165 cm (5 pies, 4 pulgadas), doce centímetros menos que Nathan Drake, tiene una figura delgada y atlética, cabello rubio (que mantiene en un moño de cola de caballo desordenado con algunos pelos sueltos que cuelgan frente a su cara).
Su ropa madura en el transcurso de la serie de juegos: en el primer Uncharted usa camisetas sin mangas moradas y blancas, pantalones cortos holgados que le caen hasta las rodillas y zapatillas de deporte. Por Uncharted 2, donde se ha convertido en periodista de investigación, ha madurado y usa camisas blancas con botones y jeans oscuros, y cuando está en las montañas se pone una chaqueta de esquí / invierno. En el tercer juego, el color del atuendo de Elena varía, pero ella continúa usando una camisa con cuello abotonado y pantalones caqui. En el cuarto juego, ella usa varias camisas casuales debido a su vida hogareña, pero vuelve a usar una camiseta sin mangas de color púrpura similar al primer juego mientras está en la jungla. Naughty Dog comentó que intentaron hacer que Elena se viera como la 'chica de al lado', para darle esa imagen bonita, pero no demasiado glamorosa, lista para cualquier tipo de peligro que debería enfrentar y construyeron sus renders originales en esta idea.

## Apariciones
En el juego de 2007 Uncharted: El tesoro de Drake, Elena sigue a Drake y graba sus hallazgos para su programa de televisión por cable. Cuando se abre el juego, ella y Drake descubren el ataúd del antepasado de Drake, Sir Francis Drake, que Drake localizó a partir de las coordenadas inscritas en el anillo de Francis que lleva alrededor de su cuello. El ataúd contiene el diario de Sir Francis Drake, que da la ubicación de El Dorado. Los piratas atacan y destruyen el barco de Drake, pero el amigo de Drake, Victor Sullivan rescata a los dos. Una vez a salvo, Sully y Drake deciden deshacerse de Elena e ir tras el tesoro, aunque ella logra reunirse con Drake después de que descubre que El Dorado es un ídolo de oro gigante. En el camino a la isla, el fuego antiaéreo obliga a Elena y Drake a salir del avión y se separan. Una vez que se encuentran, descubren que Sully, que parecía morir de una herida de bala, está vivo. Después de descubrir que la estatua está maldita y debe evitar que Atoq Navarro use su poder y salvar a Elena en el proceso. Después de hacerlo, ella, Drake y Sully se van en un bote cargado con varios cofres del tesoro.
En Uncharted 2: El reino de los ladrones, Drake se topa con Elena por accidente en Nepal, donde ahora actúa como periodista de investigación. Ella y un camarógrafo están intentando demostrar que el criminal de guerra Lazarevic está vivo, contrariamente a las creencias de la OTAN. Drake está tratando de evitar que Lazarević encuentre la entrada a Shambhala y la legendaria piedra Cintamani. Después de que ella, Drake y el grupo encuentran un templo (que oculta el mapa secreto de Shambala), Elena y su camarógrafo son emboscados, y el camarógrafo, Jeff, finalmente es ejecutado por Lazarevic. Elena y Drake escapan, y ella lo ayuda a tomar el tren de Lazarevic. La pareja se encuentra en un remoto pueblo de montaña en el Tíbet., donde los dos conocen a Karl Schäfer, un alemán que había dirigido una expedición de Schutzstaffel a Shambhala, a quien terminó matando para evitar que obtuvieran la Piedra Cintamani. Drake y Elena siguen a Lazaravic hasta un monasterio, donde encuentran la entrada a Shambhala. Una vez dentro, descubren que los monstruos que Drake ha estado viendo en la zona son los guardianes de la ciudad. Drake y Elena son detenidos por Lazaravic pero escapan de él cuando los guardianes atacan. Después de luchar contra varios guardianes y muchos secuaces dejados por Lazaveric, ella, Nate y Chloe ven el Árbol de la vida, en ese momento Flynn se enfrenta a Drake e intenta matar al grupo (ya él mismo) con una granada. Fracasa, aunque hiere gravemente a Elena (además de herir levemente a Drake y Chloe). Después de dejar a Elena al cuidado de Chloe, Drake se enfrenta a Lazaravic en el Árbol de la Vida, cuya savia comprende la piedra Cintamani. Drake hiere a Lazaravic, dejando que los guardianes lo maten, y regresa a la aldea, donde él y Elena se besan y comienzan una relación.
En Uncharted 3: La traición de Drake, revela que Elena y Drake estaban comprometidos, y luego se separaron entre los eventos de Uncharted 2 y 3, aunque ella todavía usa su anillo. Desde los eventos de Uncharted 2, Elena se ha convertido en corresponsal de noticias internacionales y ha estado estacionada en Yemen durante algún tiempo. Ella ayuda a Nate y Sully a entrar en Yemen y ayuda a localizar una cisterna que conduce a las catacumbas que contiene las coordenadas de Iram de los Pilares. Elena intenta en vano disuadir a Nate de continuar su búsqueda porque siente que no vale la pena. Después de que Nate es drogado y capturado por Marlowe, se reúne con Elena, quien revela que Sully también ha sido secuestrada y que tiene un plan para salvarlo. Se infiltran en un aeropuerto cercano donde un avión está listo para hacer una caída de suministros al convoy enemigo en el que se encuentra Sully. Elena ayuda a Drake a subir al avión, y lo deja cuando despega. Después de que Nate y Sully regresan de Ubar, Nate le muestra a Elena que ha comenzado a usar su anillo de bodas nuevamente después de que Sully lo mantuvo a salvo para él y reanudaron su relación, partiendo juntos en el nuevo avión de Sully.
En Uncharted 4: El desenlace del ladrón, cinco años después de los eventos de La traición de Drake, Elena y Nate llevan una vida normal en Nueva Orleans. Continúa trabajando como periodista y, a menudo, viaja al extranjero escribiendo artículos, mientras que Nate trabaja como salvador. Nate le miente a Elena al afirmar que ha aceptado un nuevo trabajo de rescate después de que su hermano Sam, perdido hace mucho tiempo, regrese para convencerlo de que descubra el tesoro del pirata Henry Avery. Después de escapar de las fuerzas enemigas en Madagascar, Nate regresa a su hotel solo para encontrar a Elena allí, quien se enfrenta a Nate por sus mentiras y rechaza sus explicaciones. Molesta, confundida y enojada, regresa sola a casa. Después de pensarlo un poco, Elena luego va a Libertalia con Sully y rescata a Nate, con la esperanza de que su deshonestidad los ayude a confiar más el uno en el otro en el futuro, y al final se reconcilian con un beso. La pareja finalmente encuentra a Sam, quien insiste en ir tras el tesoro antes de que sus oponentes puedan encontrarlo, pero Nate, Elena y Sully rechazan su solicitud ya que solo vinieron a rescatarlo. Nate se ve obligado a dejar a Elena con Sully después de que Sam decide ir solo tras el tesoro. Los cuatro se reúnen más tarde en el avión de Sully, habiendo escapado de Libertalia con vida. Más tarde, Sam se va con Sully, Nate y Elena regresan a sus vidas y Elena decide comprar la compañía de salvamento 'Jameson Marine', instalando a Nate como copropietario para ayudarlos a financiar sus futuras aventuras. Elena también expresa su deseo de revivir su antiguo programa de televisión.
13 a 15 años después de los eventos de Uncharted 4, los dos todavía están felizmente casados y se han establecido en una casa en la playa con una hija llamada Cassie y un perro llamado Vicky. La historia luego termina cuando Nate y Elena se embarcan en un viaje en barco mientras comienzan a contarle a Cassie sobre sus aventuras anteriores.
Elena también aparece en la precuela del cómic Eye of Hydra, aceptando financiar la expedición de Nate para encontrar el ataúd de Sir Francis Drake.
Mircea Monroe interpretó a Elena en la película para fanáticos de acción en vivo de 2018.

## Recepción
La acogida al personaje de Elena Fisher ha sido principalmente positiva. Blaine Kyllo de The Georgia Straight elogió la actuación de Rose como Elena, calificándola de uno de los mejores trabajos en videojuegos, mientras que Meagan VanBurkleo de Game Informer llamó a Elena una de sus "protagonistas favoritas".
Algunos opinaron que Elena es una protagonista femenina fuerte y poco común en los videojuegos. Dave Meikleham de GamesRadar UK la llamó una de las mujeres más fuertes en los juegos y escribió que proporciona un gran desempate a Drake y un buen tiro para ayudar a los jugadores a superar los niveles. Sin embargo, también la criticó por su falta de realismo, y le resultó difícil creer que, como reportero que nunca antes había disparado un arma, pudiera convertirse tan rápidamente en un disparo tan preciso e intrépido. IGN nombró a la cuarta mejor heroína de videojuegos, y elogió a Naughty Dog por crear una protagonista femenina igual en todos los aspectos a su homólogo masculino: "No dejará que la cámara deje de rodar, no aceptará las tonterías de Drake y no tiene miedo de lanza un puñetazo. Cuando estés inmovilizado por el fuego enemigo, Elena cubrirá a los malos por ti. Cuando Drake esté atrapado en el campamento enemigo, Elena derribará paredes para salvar a su amiga. Cuando necesites un, personaje desarrollado, Elena está ahí como un excelente ejemplo". Game Informer la nombró uno de los 30 personajes que definieron una década. De manera similar, el personal de GamesRadar la colocó en el número 24 en una lista de los 50 mejores personajes de juegos de la generación, comentando que "puede ser una periodista estereotipada de veintitantos años, pero está escrita de manera tan convincente (y actuada por Emily Rose) que es uno de los personajes más creíbles y agradables de todos los juegos".
El personaje también ha llamado la atención por su atractivo. Bret Dawson del Toronto Star comparó la apariencia y los gestos de Elena con los de Jennifer Aniston.